# مروین کراسمن
مروین کراسمن (انگلیسی: Mervyn Crossman; ۷ april ۱۹۳۵ – ۲۰ ژوئن ۲۰۱۷ (۸۲ ساله)) بازیکن هاکی روی چمن اهل استرالیا بود.